# Philippe Mora
Philippe Mora (París, 1949) es un director y guionista de cine australiano, nacido en Francia. Tras unos comienzos artísticos en Londres, ha desarrollado una carrera cinematográfica a caballo entre Australia y Estados Unidos.

## Biografía
Philippe Mora nació en París en 1949
siendo hijo de Mirka Mora, pintora, y Georges Mora, miembro de la resistencia francesa durante la II Guerra Mundial. Después de una breve estancia en Nueva York, la familia Mora 
emigró a Australia en 1951, estableciéndose en Melbourne. La familia Mora fundó cafeterías y un restaurante y galería de arte; estuvo estrechamente 
asociada a algunos de los más renombrados artistas y escritores de Australia, incluyendo a Charles Blackman, John Perceval, 
Sidney Nolan, Joy Hester, John Olsen, Colin Lanceley, Gareth Sansom, Mike Brown, Martin Sharp, Asher Bilu, Ivan Durrant, 
Barrett Reid, Brian McArdle, Philip Jones, Barry Humphries, Robert Whitaker, Mark Strizic y Nigel Buesst. 
Philippe Mora comenzó a rodar películas siendo un niño, rodando películas no profesionales como Man in a Film (1966) o Give It Up (1967), filmada en Fitzroy Street, Melbourne. Mora se trasladó a Londres, donde rodó cortometrajes y comenzó a pintar, exponiendo en la galería de Clytie Jessop. Mora rueda en Londres su primer largometraje: Trouble in Molopolis (1970). 
En 1975 escribe y dirige el documental sobre los años 30 Brother Can You Spare a Dime, realizado a base de fragmentos de notiiarios y películas caseras de la época. A este le seguiría su primer largometraje de ficción, de producción australiana: Mad Dog Morgan (1976), protagonizado por Dennis Hopper y Jack Thompson; este fue estrenado en cuarenta salas en Estados Unidos, siendo la primera película australiana en lograr tal difusión; obtuvo el John Ford Award en el Festival de Cannes en 1976 como parte del segundo bicentenario del nacimiento de los Estados Unidos; Mora fue además nominado por el Australian Film Institute como Mejor Director ('Best Director') por la película.
Después de rodar The Beast Within, su primera película estadounidense, el siguiente proyecto de Mora fue la parodia The Return of Captain Invincible, protagonizada por Alan Arkin, Christopher Lee y Kate Fitzpatrick.
Tras A Breed Apart, con Rutger Hauer y Kathleen Turner, seguirían dos secuelas de la película de hombres lobo The Howling de Joe Dante: Aullidos 2: Stirba, la mujer lobo (Howling II: Stirba - Werewolf Bitch), que le reúne de nuevo con Christopher Lee, y Aullidos 3 (Howling III). Rueda después el drama político Death of a Soldier, protagonizado por James Coburn.
La siguiente película de Mora, que suponía su reencuentro con el cine fantástico, adaptaba el libro éxito de ventas Communion; este había sido escrito por su viejo amigo de Londres en los 60, el artista y autor Whitley Strieber. Estrenado en 1989, el largometraje fue protagonizado por Christopher Walken y se basa en los encuentros con aliens que el propio Strieber alegaba haber experimentado.
Los trabajos acreditados de Mora como director, y ocasionalmente como guionista y actor, durante los años 1990 incluyen: Art Deco Detective (1994); Yacimiento lunar (Precious Find, 1996), una versión sci-fi de la historia de El tesoro de Sierra Madre, la cual reunía a dos de los actores de Blade Runner de Ridley Scott: Rutger Hauer y Brion James; y la parodia del cine de terror Pterodactyl Woman From Beverly Hills (1997), con Beverly D'Angelo y Barry Humphries (en tres papeles diferentes). 
En mayo de 2012 trataba de retornar a la dirección con una película de animación, que mezclaría animación convencional con stop-motion, además de utilizar 3D.

## Filmografía

### Director
- Back Alley (1964)
- Dreams in a Grey Afternoon (1965)
- Man in a Film (1966)
- Give It Up (1967)
- Trouble in Molopolis (1970)
- Swastika (1973)
- Brother Can You Spare a Dime (1975)
- Mad Dog Morgan (1976)
- The Beast Within (1982)
- The Return of Captain Invincible (1983)
- A Breed Apart (1984)
- Aullidos 2: Stirba, la mujer lobo (Howling II: Stirba - Werewolf Bitch) (1985)
- Death of a Soldier (1986)
- Aullidos 3 (Howling III) (1987)
- Communion (Communion) (1989)
- Art Deco Detective (1994)
- Yacimiento lunar (Precious Find) (1996)
- Pterodactyl Woman from Beverly Hills (1997)
- Snide and Prejudice (1997)
- Back in Business (1997)
- Joseph's Gift (1998)
- According to Occam's Razor (1999)
- Mercenary II: Thick & Thin (1999)
- Burning Down the House (2001)
- The Times They Ain't a Changin (2009)
- The Gertrude Stein Mystery or Some Like It Art (2009)
- German Sons (2011)
- Continuity (2012)

### Actor
- Yacimiento lunar (Precious Find) (1996)

## Premios y nominaciones

### Australian Film Institute
- Nominado como 'Mejor Director' ('Best Director') por Mad Dog Morgan (1976).